# Colan Caleb
Colan Caleb (ur. 5 października 1989) – nauruański bokser, uczestnik Igrzysk Wspólnoty Narodów 2010 oraz srebrny medalista Igrzysk Pacyfiku 2011. 
Podczas Igrzysk Wspólnoty Narodów 2010 wziął udział w zawodach wagi lekkiej. W pierwszej rundzie przegrał 1-11 z Hindusem, Jai Bhagwanem.